# Ingeborg Pertmayr
Ingeborg „Inge“ Pertmayr, später Ingeborg Uhler, (* 7. April 1947 in Wien; † 21. Juni 2010) war eine österreichische Wasserspringerin. Sie gewann 1966 eine Europameisterschafts-Silbermedaille.

## Karriere
Ingeborg Pertmayr trat bei den Olympischen Spielen 1964 in Tokio sowohl im Kunst- als auch im Turmspringen an. Im Kunstspringen schied sie in der Qualifikation als 16. aus. Vom Turm belegte Pertmayr in der Qualifikation den siebten Platz. Im Finale verbesserte sie sich auf den sechsten Platz.
1966 bei den Europameisterschaften in Utrecht siegte vom Turm Natalja Kusnezowa aus der Sowjetunion vor Ingeborg Pertmayr, Dritte wurde Gabriele Krauß aus der DDR. Im Jahr darauf nahm Pertmayr an der Universiade in Tokio teil und gewann die Bronzemedaille vom Dreimeterbrett.
1968 bei den Olympischen Spielen in Mexiko-Stadt schied Pertmayr im Kunstspringen als 19. der Qualifikation aus. Am Turm belegte sie in der Qualifikation den fünften Platz. Im Finale fiel sie auf den neunten Rang zurück.
Vier Jahre später trat Pertmayr bei den Olympischen Spielen in München nur im Turmspringen an. Als Zwölfte der Qualifikation verbesserte sie sich im Finale auf den achten Platz.
Ingeborg Pertmayr startete für den Arbeiter-Schwimm-Verein Wien. Sie war von 1961 bis 1972 österreichische Meisterin vom Turm, von 1964 bis 1972 siegte sie auch vom Dreimeterbrett.